# انرژی در ژاپن

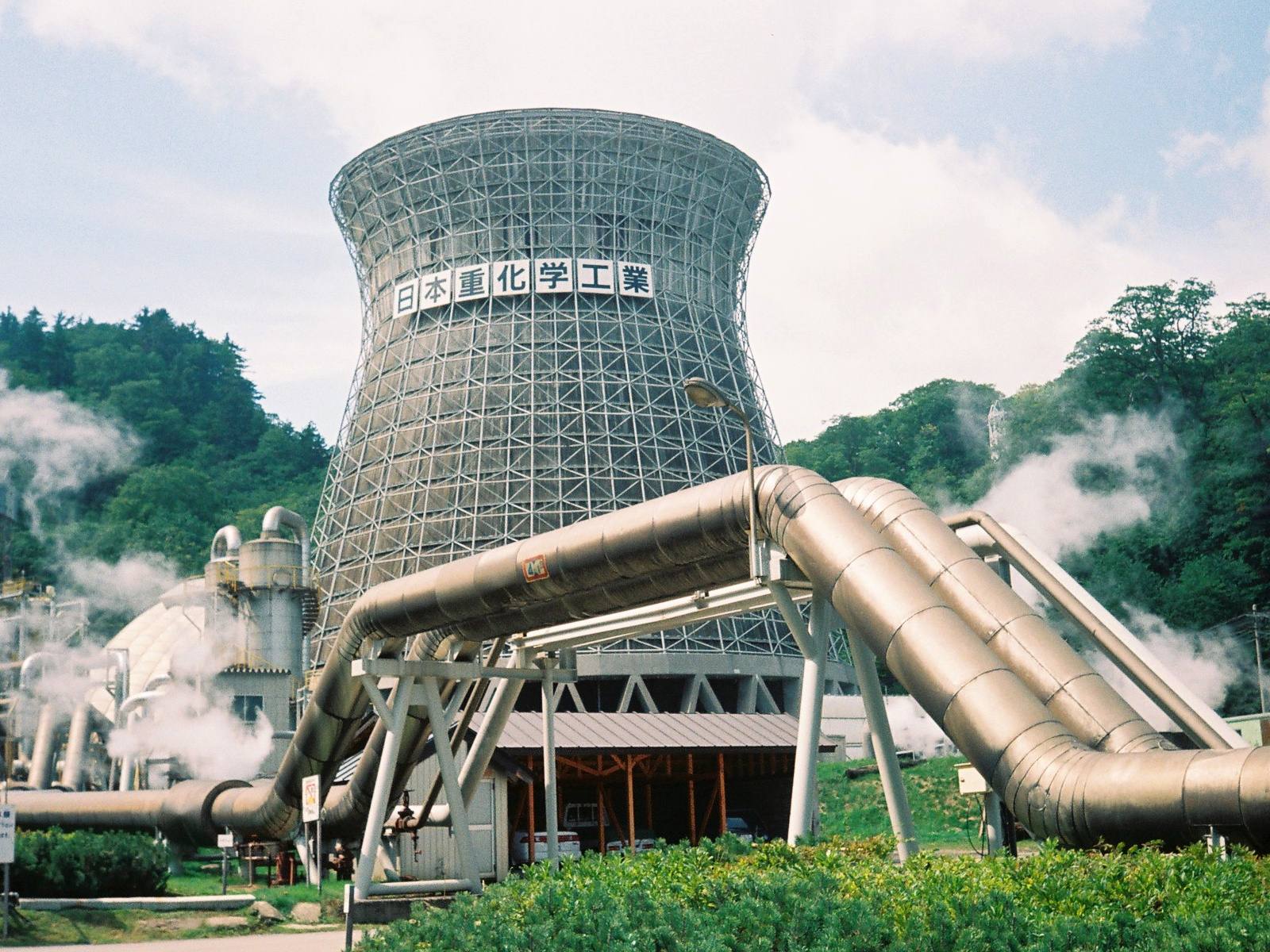
نیروگاه زمین گرمایی ماتسوکاوا، اولین نیروگاه زمین گرمایی تجاری در ژاپن

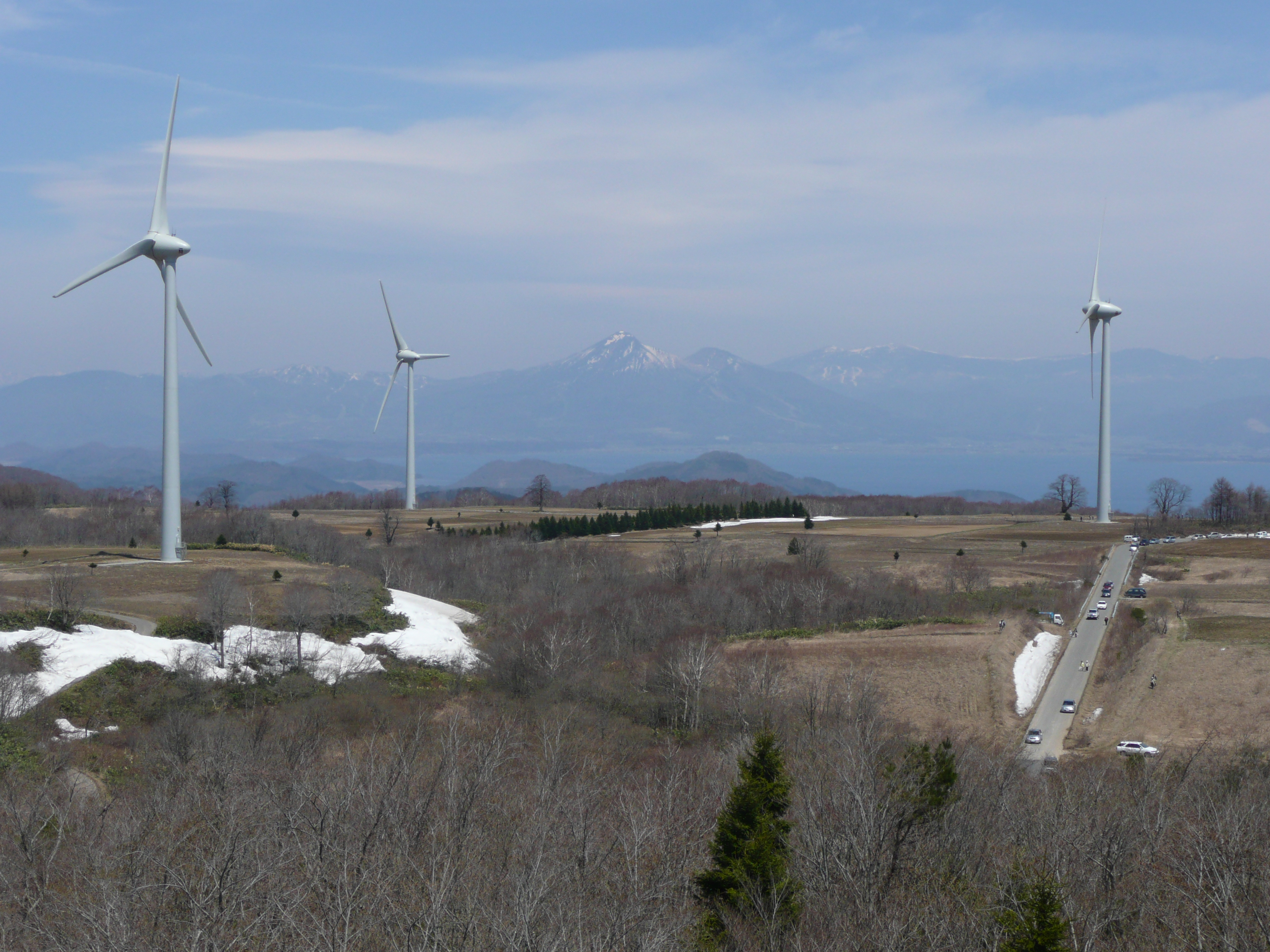
توربین‌ها در مزرعه بادی فلات نونوبیکی، یکی از بزرگ‌ترین نیروگاه بادی در ژاپن با ۳۳ توربین

ژاپن یکی از مصرف‌کنندگان اصلی انرژی است و از نظر مصرف انرژی اولیه در رتبه پنجم جهان قرار دارد. سوخت‌های فسیلی ۸۸ درصد از انرژی اولیه ژاپن را در سال ۲۰۱۹ تشکیل می‌دادند. ژاپن بیشتر انرژی خود را به دلیل منابع کمیاب داخلی وارد می‌کند. از سال ۲۰۲۲، این کشور ۹۷ درصد نفت خود را وارد می‌کند و بزرگ‌ترین واردکننده گاز طبیعی مایع (LNG) در جهان است.
ژاپن در حال افزایش اتکای خود به انرژی‌های تجدیدپذیر برای جایگزینی سوخت‌های فسیلی وارداتی است و در سال ۲۰۱۹ انرژی‌های تجدیدپذیر ۷٫۸ درصد از عرضه انرژی اولیه را به خود اختصاص داده است. ژاپن متعهد شده تا سال ۲۰۵۰ به انتشار خالص صفر برسد و هدفی را برای کاهش انتشار گازهای گلخانه‌ای تا ۴۶ درصد از سطح سال ۲۰۱۳ تا سال ۲۰۳۰ تعیین کرده است.
ژاپن اولین رآکتور هسته‌ای تجاری خود را در سال ۱۹۶۶ راه اندازی کرد و انرژی هسته ای را به عنوان یک اولویت استراتژیک ملی از سال ۱۹۷۳ به بعد معرفی کرد. پس از حادثه اتمی فوکوشیما در سال ۲۰۱۱، این استراتژی مورد ارزیابی مجدد قرار گرفت اما در نهایت مورد تأیید قرار گرفت. قبل از این حادثه، راکتورهای هسته‌ای حدود ۳۰ درصد از برق ژاپن را تأمین می‌کردند و این کشور اکنون در نظر دارد تا سال ۲۰۳۰ حداقل ۲۰ درصد از تولید برق خود را انرژی هسته‌ای تشکیل دهد. حادثه فوکوشیما همچنین منجر به کاهش ۱۶ درصدی کل تأمین انرژی اولیه (TPES) از سال ۲۰۱۰ تا ۲۰۱۹ شد.